# Voulí - Tileórasi
Voulí Tileórasi (grec moderne : Βουλή - Τηλεόραση, « Parlement Télévision ») est une chaîne de télévision publique grecque. Elle fut fondée en 1999.  Jusqu'en 2013, elle appartenait au groupe ERT. 
Sa programmation est axée sur le travail du Parlement hellénique. Elle est donc comparable à la chaîne de télévision française La Chaîne Parlementaire et Public Sénat qui sont sur la TNT.
Elle diffuse également des documentaires et des films.